# Bibi Gaytán
Silvia Gaytán Barragán, conosciuta come Bibi Gaytán (Tapachula, 27 gennaio 1972), è una cantante e attrice messicana.

## Biografia
Cresciuta a Villahermosa nello stato del Tabasco, Bibi Gaytán è salita alla ribalta nel 1989 quando è entrata a far parte del gruppo musicale Timbiriche in sostituzione ad Alix Bauer. Con il gruppo ha registrato l'album Timbiriche 10, uscito nel 1990, fino a quando nel 1991 non ha deciso di intraprendere una carriera da solista, venendo sostituita da Tannya Velasco.
Ha così iniziato a registrare il suo album di debutto eponimo, pubblicato nel 1992, e a recitare in varie telenovelas messicane. In particolare, la sua recitazione in Baila conmigo le ha fruttato una candidatura ai premi TVyNovelas come migliore attrice esordiente. In seguito al successo dei singoli radiofonici del primo album, ha pubblicato il secondo disco Manzana verde nel 1994.
In seguito alla nascita del suo primogenito nell'estate del 1994, Bibi Gaytán si è concessa una pausa artistica, durata per quattro anni fino alla sua inclusione nel cast della telenovela Camila.
Negli anni 2010 si è consolidata come personaggio televisivo, lavorando come giudice al talent show El show de los sueños, presentando il reality show musicale La Academia e facendo parte della giuria di México baila.

## Discografia

### Album
- 1992 – Bibi Gaytán
- 1994 – Manzana verde

### Singoli
- 1991 – Tan solo una mujer
- 1994 – Dos mujeres, un camino

## Filmografia

### Cinema
- Más que alcanzar una estrella, regia di Juan Antonio de la Riva (1992)

### Televisione
- Alcanzar una estrella II – serie TV, 100 episodi (1991)
- Baila conmigo – serie TV, 100 episodi (1992)
- Lo que se vio y no se vio de Dos mujeres, un camino, regia di Salvador Garcini – film TV (1994)
- Dos mujeres, un camino – serie TV, 301 episodi (1993-1994)
- Camila – serie TV, 90 episodi (1998-1999)
- En nombre del amor – serie TV, 2 episodi (2008)
- Heredadas, regia di Rafael Gutiérrez – miniserie TV (2018)
- Vencer la ausencia – serie TV, 1 episodio (2022)